# Midual
Midual è un marchio motociclistico francese creato nel 1992 dall'imprenditore Olivier Midy.

## Storia
L'azienda è stata fondata nel 1992 a Juigné-sur-Loire ed è nota per avere lanciato, al Salone di Parigi del 1999, un innovativo prototipo di motocicletta naked di 875 cm³, caratterizzato da un motore boxer inserito longitudinalmente nel telaio (in posizione completamente diversa dal classico schema boxer BMW). L'unico precedente di rilievo ad essere caratterizzato da una simile impostazione motoristica, era costituito sino ad allora dalle moto inglesi Douglas costruite negli anni dieci.
Il motore Midual 900 aveva distribuzione bialbero a quattro valvole per cilindro, raffreddamento a liquido, alimentazione a iniezione, trasmissione finale a catena (altro elemento atipico per un motore boxer), e per esso venivano dichiarati 90 cv di potenza. Era inserito in un telaio in tubi di grosso diametro, con sovrastrutture che, seppur ispirate in linea di massima alla Ducati Monster, erano frutto dell'originale matita del designer Glynn Kerr. Il peso totale dichiarato era di 185 kg.
Nel 2013 è stato presentato un nuovo modello di motocicletta, la Midual Type 1, destinata a una produzione limitata, visto anche il prezzo elevato che la inserisce tra le motociclette più care del mercato.